# Richard Mildenstrey
Richard Mildenstrey (* 7. Juli 1884 in Buckow in der Prignitz; † 25. April 1956 in Plauen) war ein deutscher Politiker (KPD/SED). Er war Abgeordneter des Sächsischen Landtages und baute 1945 die Stadtverwaltung in Plauen mit auf.

## Leben
Mildenstrey, Sohn eines Landwirts, erlernte den Beruf des Schlossers. Von 1904 bis 1906 leistete er seinen Militärdienst. 1907 trat er  der SPD bei. Mildenstrey war während des Ersten Weltkrieges Schlosser in einem Rüstungsbetrieb in Berlin-Spandau. 1917 trat er zur USPD über und schloss sich der Spartakusgruppe an. 1919 wurde Mitglied der KPD. Er arbeitete bis 1927 bei einer Plauener Firma als Schlosser und war dort seit 1922 Betriebsrat. 1927 wurde hauptamtlicher Leiter des KPD-Unterbezirks Plauen. Von 1923 bis 1933 war er Stadtverordneter in Plauen, dort Vorsitzender der kommunistischen Fraktion, von 1928 bis 1930 zusätzlich Abgeordneter im Sächsischen Landtag. Mildenstrey gehörte bis 1933 auch der Sächsischen Gemeindekammer an.
Nach der „Machtergreifung“ der Nationalsozialisten wurde Mildenstrey Anfang März 1933 verhaftet und zunächst im KZ Zwickau-Osterstein festgehalten. Anschließend blieb er bis Mitte September 1934 in sogenannter „Schutzhaft“ im KZ Sachsenburg und dem KZ Hohnstein inhaftiert. Im Rahmen der „Aktion Gewitter“ wurde er am 8. August 1944 erneut verhaftet und wurde bis Anfang Dezember im KZ Sachsenhausen festgehalten.
Im Mai 1945 gehörte er zu den Mitbegründern des antifaschistischen Aktionsausschusses in Plauen. Im selben Monat wurde Mildenstrey – noch unter amerikanischer Besatzung – Mitarbeiter der Ernährungsamtes der Stadt Plauen. Am 15. Juli 1945 wurde er – nunmehr unter sowjetischer Besatzung – Landrat des Kreises Plauen. Er war Mitglied der Kreisleitung der KPD Plauen und wurde 1946 er Mitglied der SED. 1947 wurde er Betriebsleiter bei der Trümmerbeseitigung Plauen, dann hatte er leitende Funktionen im VEB Wema Plauen inne. 1949 trat Mildenstrey in den Ruhestand.

## Ehrungen
- Nach ihm war seit 1971 das FDGB-Erholungsheim „Richard Mildenstrey“ in Jößnitz benannt.[1]
- Bis 1991 war in Plauen eine Straße nach ihm benannt.